# Santuario della Madonna del Bagno (Cortona)
Il santuario della Madonna del Bagno è un edificio sacro che si trova in località Pergo, nel comune di Cortona, in provincia di Arezzo.

## Storia e descrizione
La chiesa, dedicata alla Madonna che allatta, è ad unica navata con tre altari seicenteschi ed è così chiamata perché costruita in una zona dove si trovavano i bagni di acque sulfuree efficaci per la rogna e per le malattie degli occhi. Fu costruita nel 1576 su disegno di Luca Berrettini, e testimonia la devozione popolare verso la Vergine. In questo caso la Madonna è chiamata a patrocinare una fonte galattofora, alla quale ricorrevano le madri che non avevano latte sufficiente per i propri figli.